# Ikarus 284
Ikarus 284 — городской сочленённый заднеприводный автобус особо большой вместимости венгерской фирмы Ikarus, серийно выпускавшийся с 1981 по 1991 год.

## История
В течение многих лет «Икарус» стремился разработать типы автобусов с заднемоторной компоновкой, так как уже в 1950-х годах стало понятно, что такие транспортные средства оказывают наиболее благоприятное влияние с точки зрения эффективных пассажирских перевозок. В то же время появились первые два автобуса с заднемоторной компоновкой (Ikarus 55 и Ikarus 66), однако «толкающих» сочленённых автобусов в то время не было.
В 1960-е годы, когда началась великая шарнирная лихорадка, появилась возможность создания сочленённого автобуса с заднемоторной компоновкой, но в то время технологии защиты от «икоты» ещё не было.
В 1970-е годы отсутствие противозаминки стало причиной ещё одной проблемы: поскольку основной идеей семейства Ikarus 200 было создание унифицированной серии, заводу не дали возможности массово выпускать инновационные одиночные автобусы, поэтому шарнирное сочленение даже не рассматривалось.
Наконец, к началу 1980-х годов были созданы все условия для разработки сочленённого автобуса с «толкающим» механизмом — Ikarus 284. Первый опытный образец автобуса был представлен в 1981 году.
По сути, Ikarus 284 занимал промежуток между Ikarus 280 и Ikarus 435. Заднее расположение двигателя уменьшает уровень пола на 180 мм. Изначально планировалось, что четвёртая дверь автобуса будет двухстворчатой, но это не предоставлялось возможным, и в итоге четвёртая дверь автобуса стала одностворчатой.
Всего планировалось выпустить 50 экземпляров, но этого не произошло, и за 10 лет производства было выпущено 11 автобусов Ikarus 284. Все модели были экспериментальными, с разным расположением дверей. Один из готовых автобусов долгое время эксплуатировался в BKV, а некоторые другие — в Volan.
На базе Ikarus 284 также был выпущен единственный троллейбус Ikarus 284T с электрооборудованием Strömberg. Некоторое время он эксплуатировался в BKV с регистрационным номером 198.

## Модификации
- Ikarus-284.00 — автобус с ДВС.
- Ikarus-284.00T (он же Ikarus-284T1) — троллейбус, выпущенный в 1984 году[5].

## Галерея

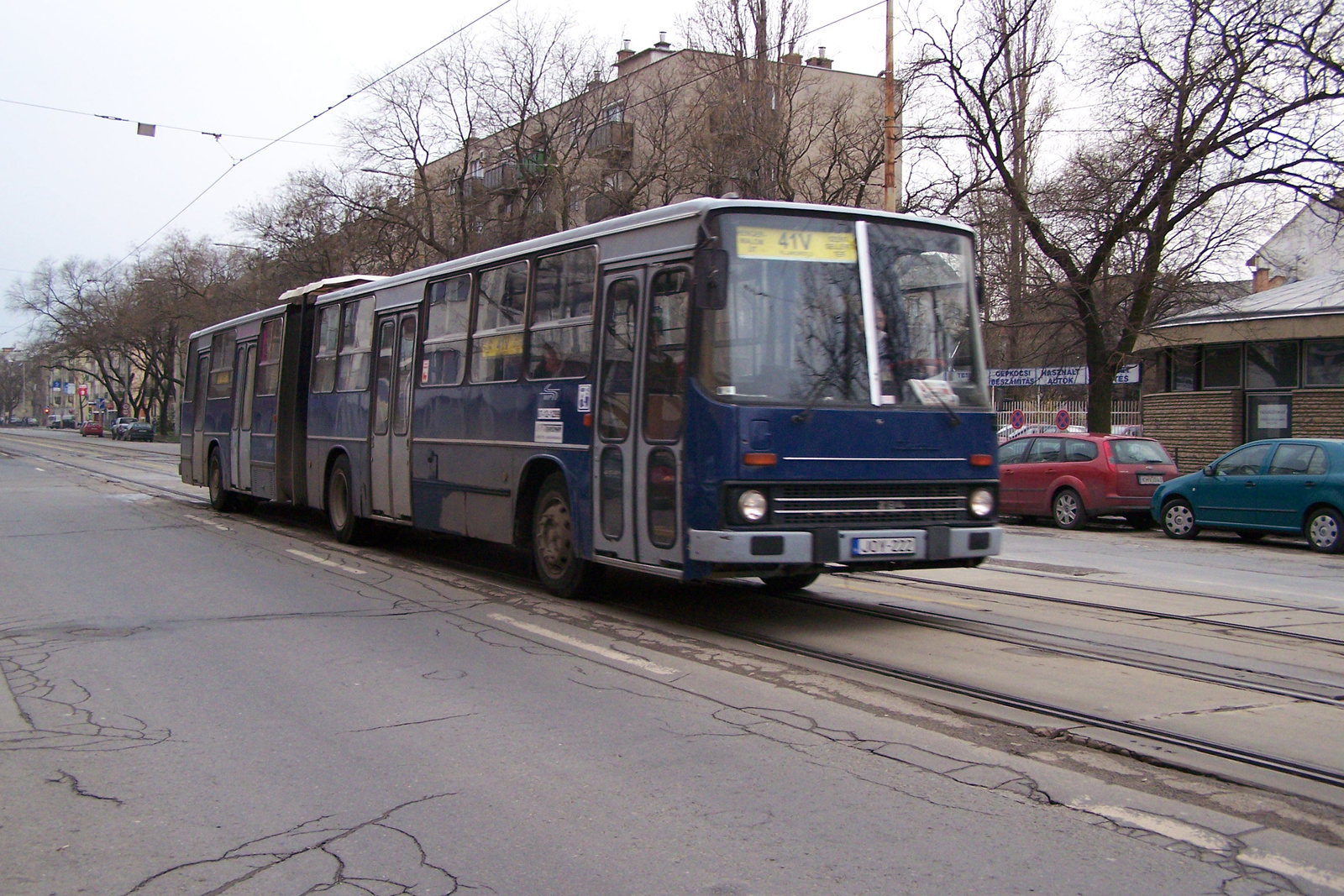
Ностальгическим транспортным средством BKV раньше был автобус VT-Transman в качестве замены трамваю
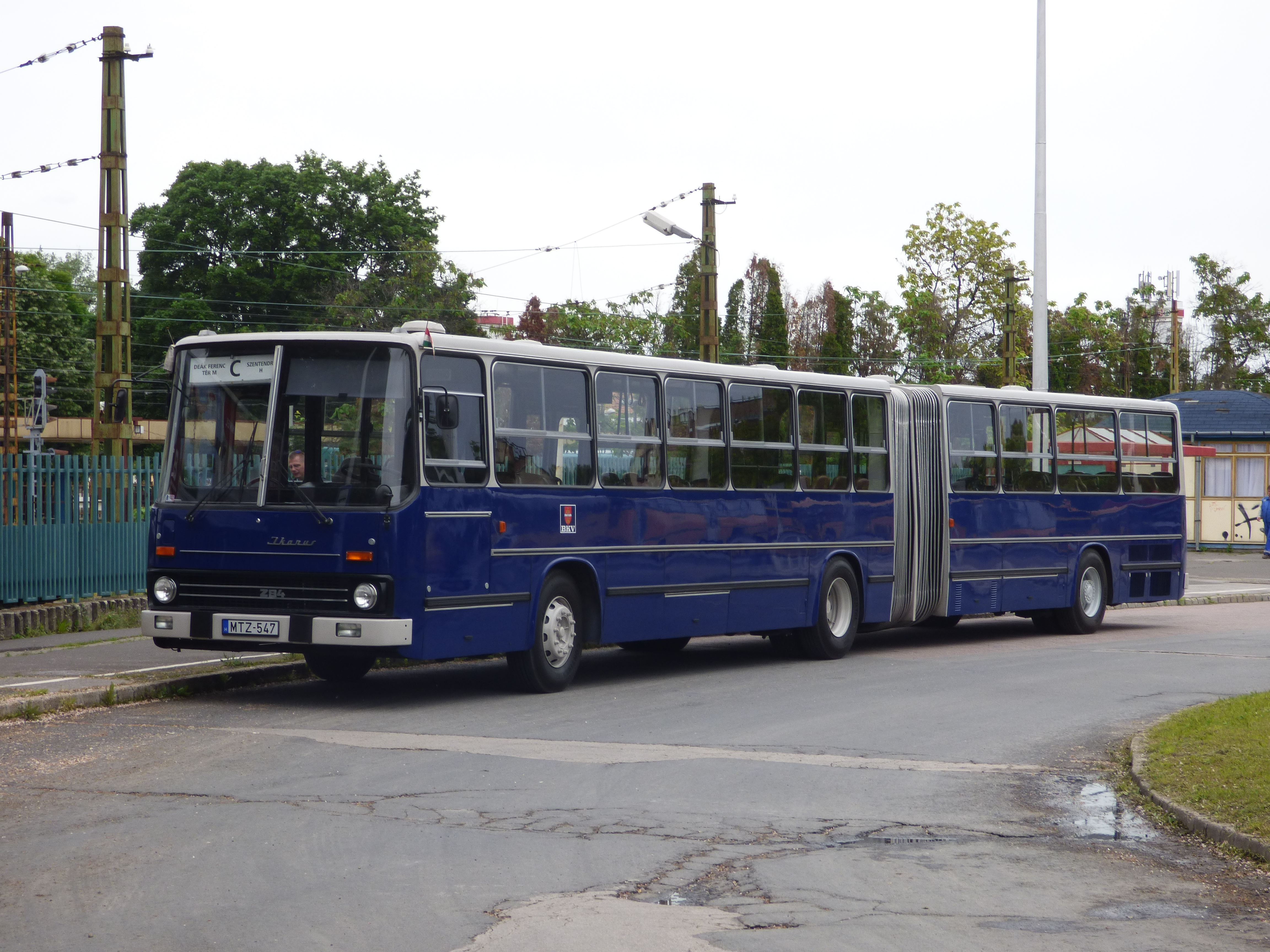
Ikarus 284 в Сентендре
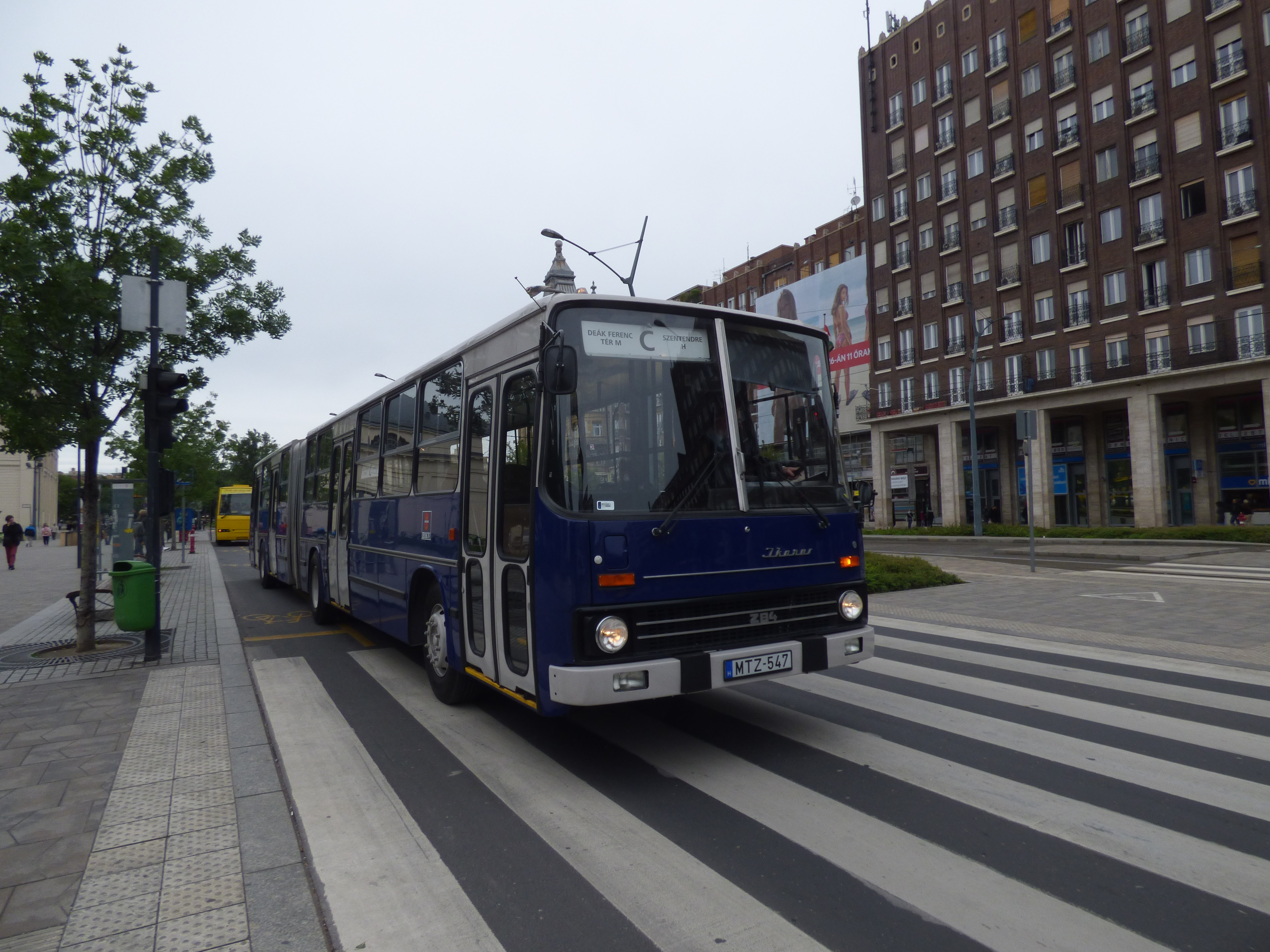
Ikarus 284 на площади Деака Ференца, Будапешт
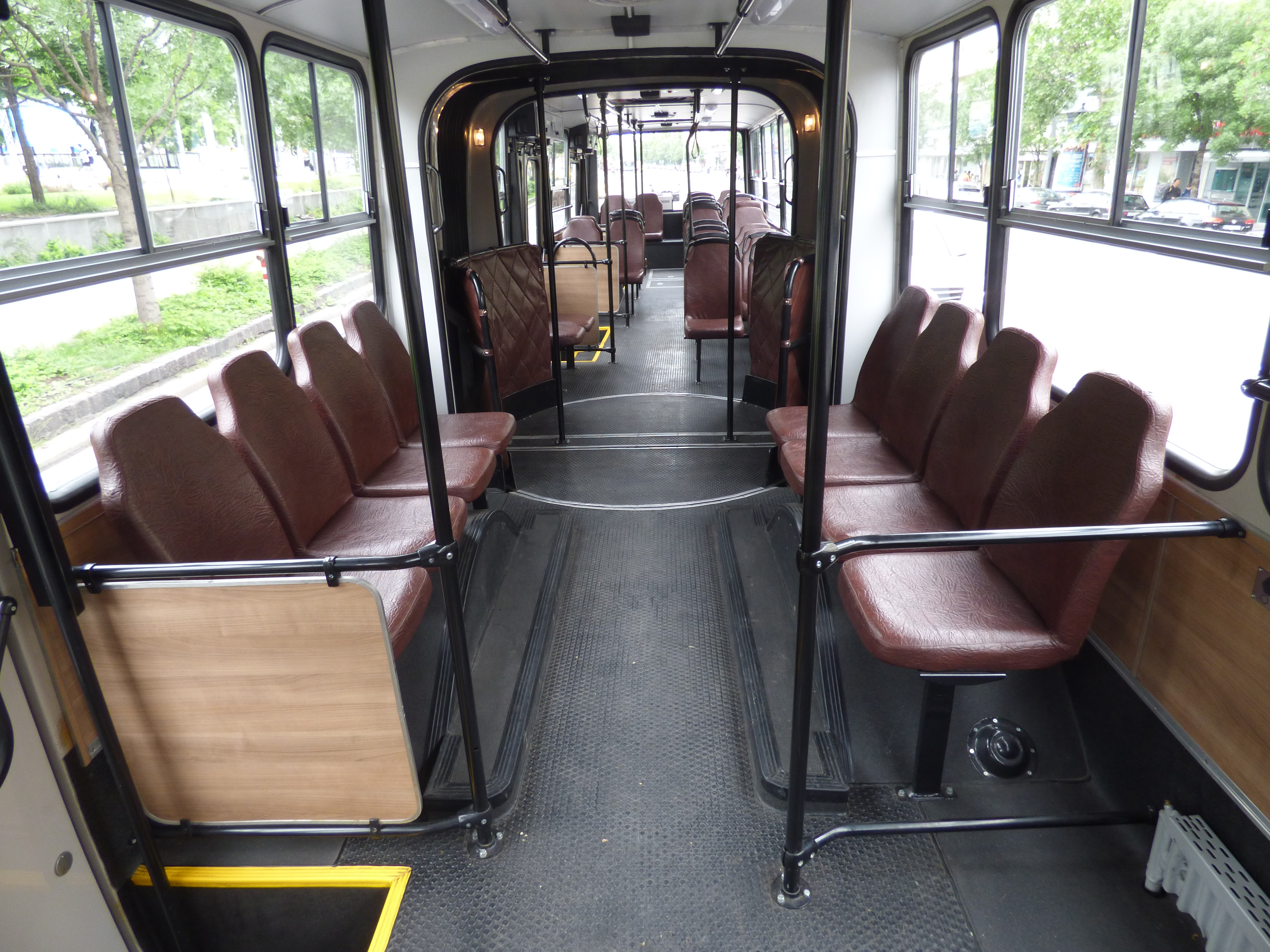
Салон, вид назад
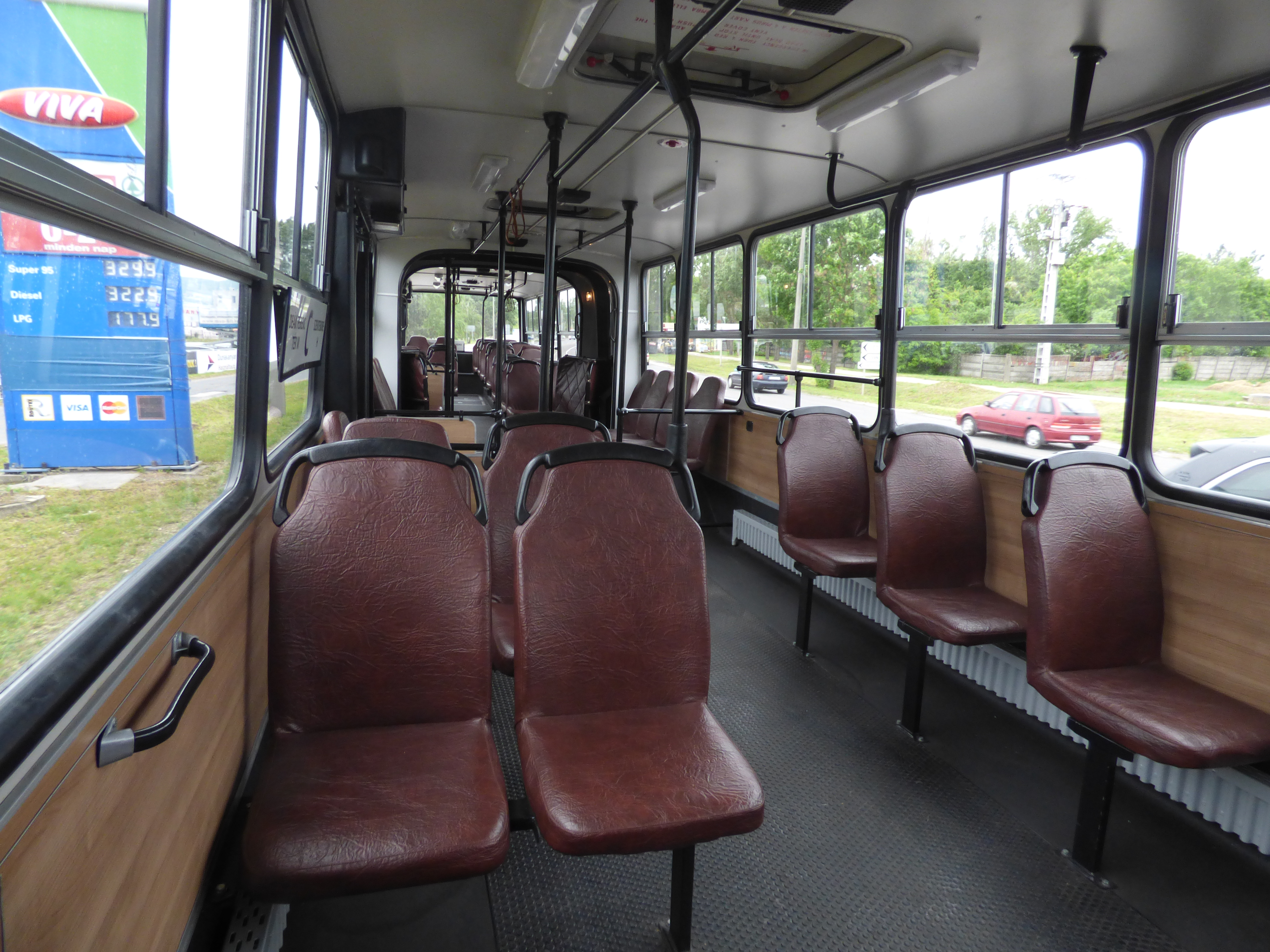
Место для инвалидов и накопительная площадка в первой секции
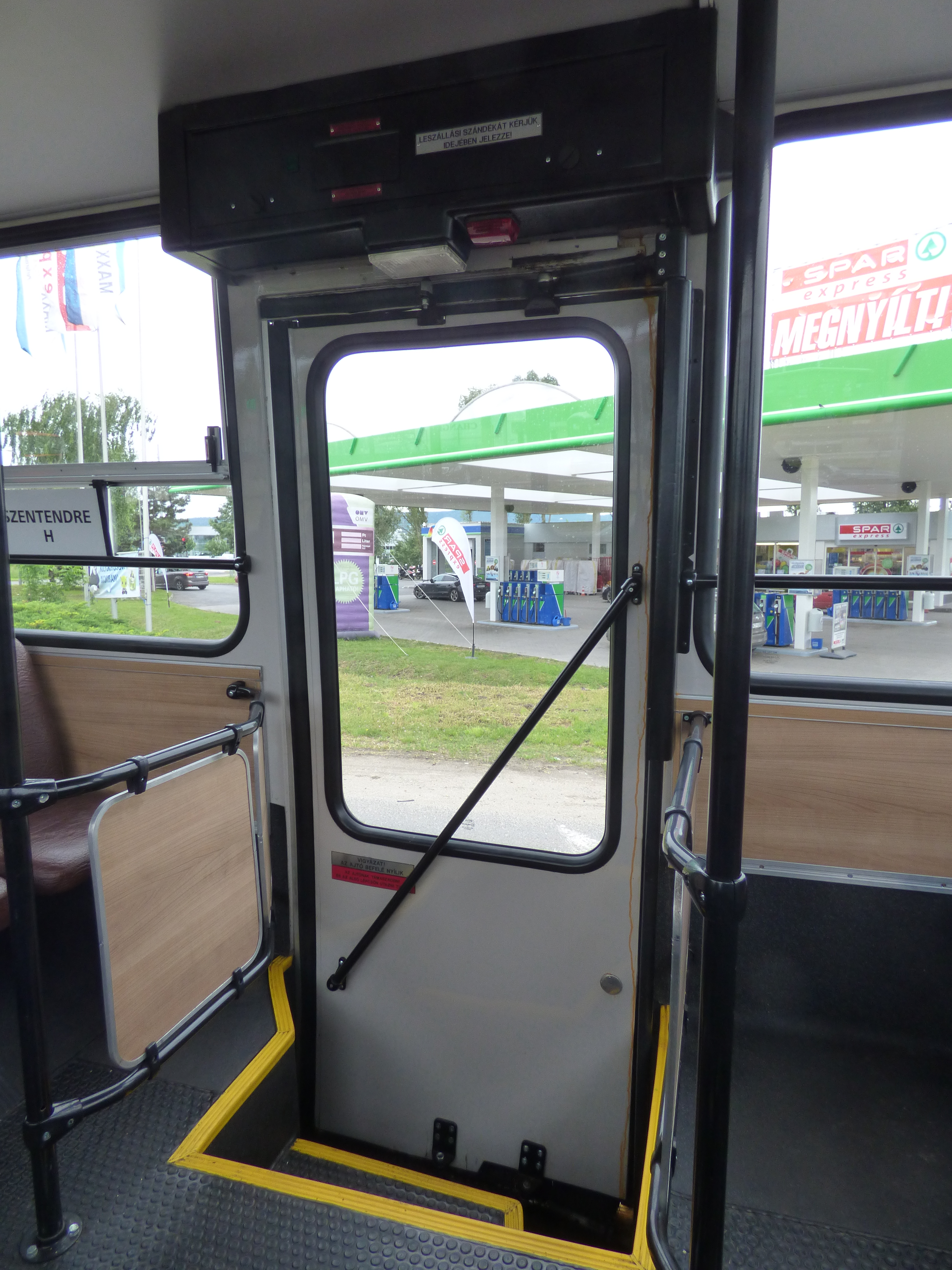
Задняя дверь
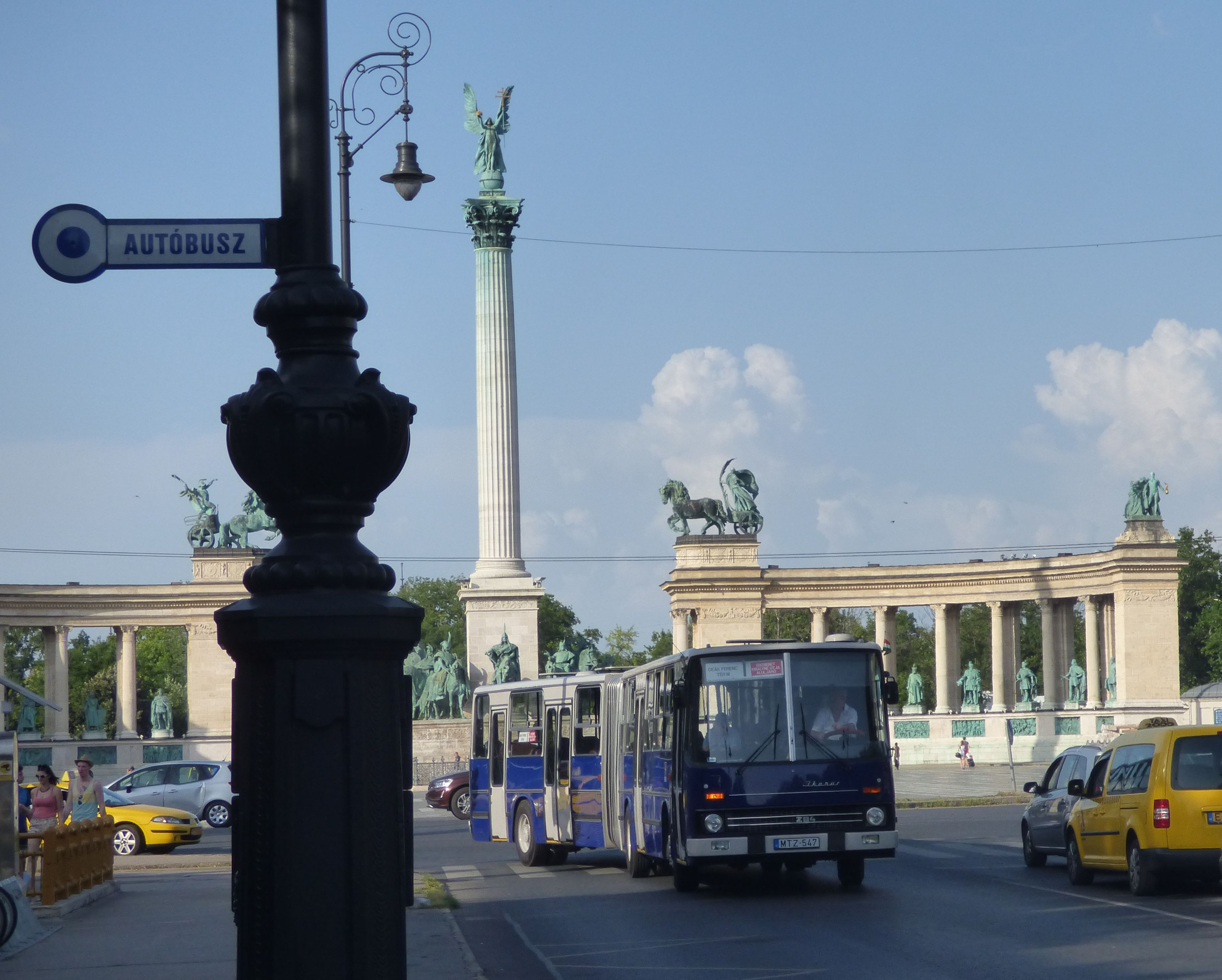
Ikarus 284 возле Хёшёк тере
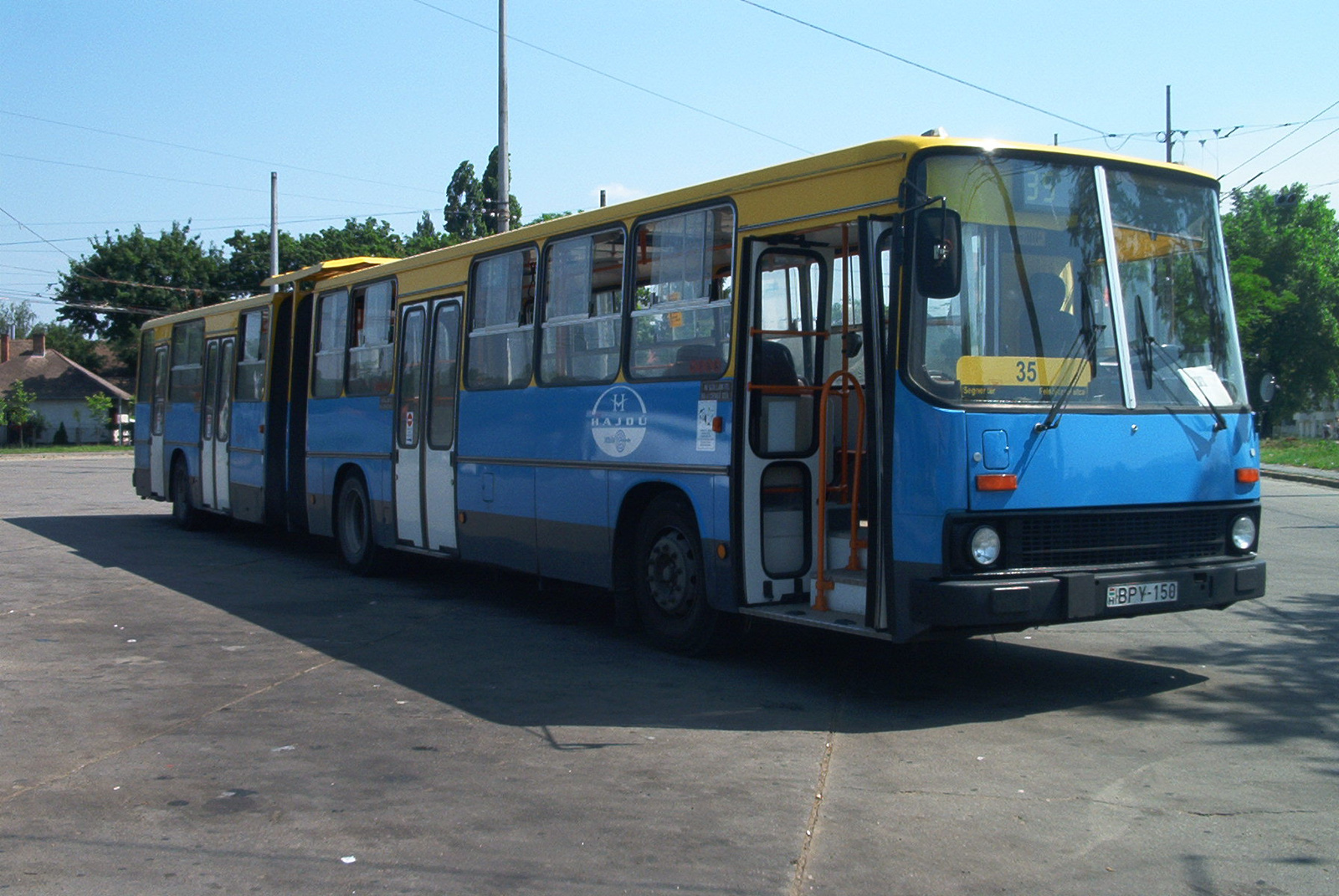
Бывший BKV 284 в Дебрецене